# Saif al-Adel
Saif al-Adel (en árabe: سيف العدل‎ Sayf al-ʿAdl, 'Espada de la Justicia'), apodo de Mohammed Salah al-Din Zaidan (en árabe: محمد صلاح الدين زيدان‎) (en turco: Muḥammad Ṣalāḥ ad-Dīn Zaydān) (Gobernación de Menufia, 11 de abril de 1960), es un antiguo coronel egipcio, experto en explosivos, y el presunto líder de facto de Al Qaeda. Saif al-Adel está acusado por los Estados Unidos de haber participado en los atentados del 7 de agosto de 1998 en la embajada estadounidense en Nairobi, Kenia y en la embajada estadounidense de Dar es-Salaam, Tanzania.
En 2023, un informe de las Naciones Unidas, citando la inteligencia de los Estados miembros, concluyó que Saif al-Adel había sido nombrado líder de facto de Al Qaeda, pero que la organización terrorista no lo había anunciado oficialmente porque aún no se había reconocido la muerte del líder de la organización Ayman al-Zawahiri en el Pakistán en 2022.
Saif al-Adel ya había asumido este cargo cuando murió Osama bin Laden en mayo del 2011, aunque sólo lo ocupó temporalmente, hasta el 16 de junio de 2011, cuando Ayman Al-Zawahiri se convirtió en su líder.

## Biografía
Se cree que Saif al-Adel, que se traduce como 'Espada de la Justicia', es un seudónimo y que su nombre real es Mohammed al-Din Zaidan. Su fecha de nacimiento es disputada, sin embargo el FBI cree que nació el 11 de abril de 1960. Se unió al ejército egipcio alrededor de 1976 y se convirtió en coronel de las Fuerzas Especiales como experto en explosivos, posiblemente entrenado en la Unión Soviética. Huyó de Egipto en 1988 y, según se dice, fue a Afganistán , uniéndose al relativamente pequeño pero bien financiado (y principalmente egipcio y saudí) Maktab al-Khidamat, que fue el precursor de Al Qaeda. Se convirtió en entrenador de artificieros para nuevos reclutas, y se quedaría en Afganistán después de la guerra para formar miembros de los Talibanes. El líder del grupo islamista militante somalí Al Shabab, Moktar Ali Zubeyr, dijo que Saif al-Adel y Yusef al-Ayeri habían tenido un papel importante en la Batalla de Mogadiscio de 1993 proporcionando entrenamiento y participando directamente en la batalla. Saif al-Adel se uniría más tarde a Bin Laden al Sudán, después de 1994
Se sospecha que colaboró en el asesinato de Ánwar el-Sadat en 1981. Fue detenido en 1987 antes de estar allí liberado dos años después, y se marchó a Afganistán, donde conoce a Osama Bin Laden. 
Es buscado por su implicación en los ataques a las embajadas estadounidenses en África en 1998. En agosto de 2022 Saif al-Adel fue propuesto para asumir el cargo de líder de Al Qaeda en sucesión de su líder Ayman Al Zawahiri, asesinado por un ataque de drones a Kabul el mes anterior, pero la red yihadista permaneció en silencio durante varios meses sobre la muerte de su líder y de su eventual sucesor. Entre las hipótesis planteadas para explicarlo, es posible que el grupo yihadista no haya podido contactar con Saif al-Adel porque éste, sintiéndose amenazado, prefirió permanecer escondido, probablemente en Irán. Otra hipótesis es que el silencio de Al Qaeda ante la muerte de su líder sería impuesto por los talibanes al poder en Afganistán, para evitar llamar la atención y que su territorio volviera a ser golpeado por el ejército norteamericano.
Está casado con la hija del periodista Mustafa Hamid, con quien tiene cinco hijos.